# Ліпоєва кислота
Ліпоєва кислота (англ. Lipoic acid, лат. Acidum lipoicum), також α-ліпоєва кислота, Тіоктова кислота — природний лікарський препарат, який є сірковмісним похідним каприлової кислоти. Ліпоєва кислота застосовується внутрішньовенно, внутрішньом'язово і перорально. Ліпоєва кислота відкрита в 1937 році Снеллом після того, як він виявив, що окремі бактерії потребують для свого росту екстракт картоплі. У 1951 році Рід з групою дослідників виділили цей так званий «картопляний фактор росту», яким і виявилась ліпоєва кислота в чистому вигляді, після чого встановлено її важливу роль як кофактора в циклі Кребса та зв'язуванні вільних радикалів.

## Фармакологічні властивості
Ліпоєва кислота — природний лікарський препарат, який є сірковмісним похідним каприлової кислоти. Ліпоєва кислота бере участь в мітохондріальному обміні речовин, зокрема окисному декарбоксилюванні піровиноградної кислоти та α-кетокислот. Також ліпоєва кислота бере участь у регулюванні ліпідного та вуглеводного обміну в організмі. Вона сприяє покращенню проведення сигналу від інсулінового рецептора до внутрішньоклітинного транспортера глюкози GLUT4, що призводить до підвищення чутливості інсулінових рецепторів, та зниження інсулінорезистентності. Унаслідок зниження інсулінорезистентності спостерігається покращення захоплення глюкози адипоцитами, гепатоцитами та міоцитами скелетних м'язів; збільшуються запаси глікогену в печінці, одночасно дещо знижується концентрація глюкози в крові. Ліпоєва кислота має властивості антиоксиданту, що пов'язане з наявністю в її молекулі двох тіолових груп, а також здатністю зв'язувати вільні радикали, вільне тканинне залізо, та солі важких металів. При застосуванні ліпоєвої кислоти також знижується рівень тригліцеридів в крові, а також зменшується секреція тригліцеридів у печінці, що знижує ризик розвитку ожиріння, атеросклерозу та неалкогольного стеатогепатозу печінки. Ліпоєва кислота також є одним із коферментів системи убіхінону та глутатіону. Ліпоєва кислота застосовується в лікуванні діабетичної нейропатії, найімовірнішими механізмами дії ліпоєвої кислоти при діабетичній нейропатії є стимуляція розростання відростків нейронів, збільшення в аксонах вмісту речовин, що містять сульфгідрильні групи, покращення структурного стану мембран нервових закінчень, а також стимуляція регенерації нервових закінчень при їх пошкодженні. Ліпоєва кислота також має гепатопротекторну дію, та є ефективною при хронічному гепатиті (у тому числі при гепатиті C), цирозі печінки та неалкогольному стеатогепатозі. Ліпоєва кислота має пряму противірусну дію, зупиняє розвиток катаракти, має захисну дію на кістковий мозок при опроміненні, а також зменшує явища дисфункції ендотелію. Ліпоєва кислота має антитоксичну дію, та застосовується при отруєнні алкоголем, солями важких металів, та при різних хронічних інтоксикаціях. Також препарат може застосовуватися у комплексному лікуванні псоріазу. В експериментальному лікуванні ліпоєву кислоту застосовують при синдромі хронічної втоми, та в комплексному лікуванні судинних захворювань головного мозку, у тому числі при інсультах. Ліпоєву кислоту відносять до вітаміноподібних речовин, та іноді називають «вітаміном N».
При метаболічному захворюванні комбінованої малонової та метилмалонової ацидурії (CMAMMA) внаслідок дефіциту ACSF3 порушується мітохондріальний синтез жирних кислот (mtFASII), який є реакцією-попередником біосинтезу ліпоєвої кислоти. В результаті знижується ступінь ліпоїлізації важливих мітохондріальних ферментів, таких як піруватдегідрогеназний комплекс (PDC) та α-кетоглутаратдегідрогеназний комплекс (α-KGDH). Прийом ліпоєвої кислоти не відновлює функцію мітохондрій.

### Фармакокінетика
Ліпоєва кислота швидко та повністю всмоктується, проте біодоступність її становить при пероральному та внутрішньом'язовому введенні лише 30—60 % у зв'язку з ефектом першого проходження препарату через печінку. Максимальна концентрація ліпоєвої кислоти в крові досягається протягом 15—25 хвилин. Метаболізується препарат у печінці. Виводиться ліпоєва кислота з організму з сечею у вигляді метаболітів. Період напіввиведення препарату становить 20—50 хвилин (у середньому 25 хвилин).

## Покази до застосування
Ліпоєва кислота застосовується у комплексному лікуванні хронічних гепатитів різного генезу та цирозу печінки, гепатиті А, неалкогольному стеатогепатозі, діабетичній та алкогольній полінейропатії, при отруєннях та інтоксикаціях, у тому числі солями важких металів, гіперліпідемії.

## Побічна дія
При застосуванні ліпоєвої кислоти побічні ефекти спостерігаються рідко, переважно при застосуванні високих доз препарату. Найчастішими побічними ефектами ліпоєвої кислоти є алергічні реакції (кропив'янка. анафілактичний шок, алергічний дерматит), нудота, блювання, печія; при швидкому внутрішньовенному введенні — підвищення внутрішньочерепного тиску, диплопія, судоми, точкові крововиливи у шкіру, порушення функції тромбоцитів, утруднене дихання або короткочасна затримка дихання. При передозуванні препарату (у дозі 10—40 г одночасно) спостерігається психомоторне збудження, запаморочення, лактатацидоз, гіпоглікемія, шок, рабдоміоліз, гемоліз, ДВЗ-синдром, пригнічення функції кісткового мозку, поліорганна недостатність.

## Протипокази
Ліпоєва кислота протипоказана при підвищеній чутливості до препарату, при вагітності та годуванні грудьми.

## Форми випуску
Ліпоєва кислота випускається у вигляді таблеток по 12, 25, 300 і 600 мг; концентратів для приготування розчину для інфузій із вмістом у ампулі 300 мг діючої речовини по 10, 12 та 20 мл; концентратів для приготування розчинів для інфузій із вмістом у ампулі 600 мг діючої речовини по 20 та 24 мл; в ампулах по 2 мл 0,5 % розчину. ліпоєва кислота входить до складу низки багатокомпонентних полівітамінних препаратів та біологічно активних добавок.